# Paste (Unix)
paste – narzędzie unixowe zlepiające linie podanych plików i wypisujące je na standardowym wyjściu. Polecenie paste skleja odpowiadające sobie linie różnych plików w jedną, oddzielając je znakiem tabulacji. 

## Użycie
Jeżeli istnieją dwa pliki o podanych niżej treściach – plik1:
```
1
3 
5
```

oraz plik2:
```
2
4
6
```

to rezultatem wykonania polecenia 
```
paste plik1 plik2 > plik3
```

będzie utworzenie pliku plik3:
```
1            2
3            4
5            6
```